# Esseiachryson minutum
Esseiachryson minutum är en skalbaggsart som först beskrevs av Blanchard 1851.  Esseiachryson minutum ingår i släktet Esseiachryson och familjen långhorningar. Inga underarter finns listade i Catalogue of Life.